# Latvalampi (sjö i Finland, Lappland, lat 67,15, long 26,80)
Latvalampi är en sjö i Finland. Den ligger i kommunen Sodankylä i landskapet Lappland, i den norra delen av landet, 800 km norr om huvudstaden Helsingfors. Latvalampi ligger 228,1 meter över havet. Arean är 25,2 hektar och strandlinjen är 2,21 kilometer lång. Sjön  ingår i Kemi älvs huvudavrinningsområde. 